# Charlotte Coleman
Charlotte Ninon Coleman (3 de abril de 1968 - 14 de novembro de 2001) foi uma atriz inglesa mais conhecida por interpretar Scarlett no filme Quatro Casamentos e um Funeral (1994).
Coleman morreu de um ataque de asma em Islington, norte de Londres, aos 33 anos de idade.